# Jubbal
Jubbal è una suddivisione dell'India, classificata come nagar panchayat, di 1.346 abitanti, situata nel distretto di Shimla, nello stato federato dell'Himachal Pradesh. In base al numero di abitanti la città rientra nella classe VI (meno di 5.000 persone).

## Geografia fisica
La città è situata a 31° 7' 0 N e 77° 40' 0 E e ha un'altitudine di 1.900 m s.l.m..

## Società

### Evoluzione demografica
Al censimento del 2001 la popolazione di Jubbal assommava a 1.346 persone, delle quali 796 maschi e 550 femmine. I bambini di età inferiore o uguale ai sei anni assommavano a 141, dei quali 80 maschi e 61 femmine. Infine, coloro che erano in grado di saper almeno leggere e scrivere erano 1.106, dei quali 668 maschi e 438 femmine.